# Cicadula ornatus
Cicadula ornatus är en insektsart som beskrevs av Melichar 1900. Cicadula ornatus ingår i släktet Cicadula och familjen dvärgstritar. Inga underarter finns listade i Catalogue of Life.